# Clint Dempsey
Clinton Drew "Clint" Dempsey (Nacogdoches, 9. ožujka 1983.) je bivši američki nogometaš koji je igrao i za američku reprezentaciju. Dempsey je postizao pogotke na tri različita svjetska prvenstva, SP-u 2006., SP-u 2010. i SP-u 2014. godine. Igrao je na poziciji napadača.

## Vanjske poveznice
- Službeni profil, Fulham FC
- Statistika  Arhivirana inačica izvorne stranice od 22. siječnja 2010. (Wayback Machine) na Soccerbase.com
- Statistika na Football Database